# Iker Losada
Iker Losada Aragunde (Catoira, Pontevedra, 1 de agosto de 2001) es un futbolista español que juega como delantero en el Real Betis Balompié de la Primera División de España.

## Trayectoria
Empezó a jugar al fútbol en Galicia, concretamente en las categorías inferiores del club de su pueblo natal, Catoira, en el que jugó hasta los 11 años y donde rápidamente empezó a destacar y llamó la atención de algunos clubes. El R. C. Celta se fijó en este jugador y lo ficharía para jugar en su cantera.
En la temporada 2018-19 destacó en el juvenil A, marcando 13 goles en la División de Honor Juvenil. Sus actuaciones le llevaron a debutar esa temporada con el Celta B, donde llegó a disputar 4 partidos en la tercera categoría del fútbol español.
Debutó con el primer equipo del Real Club Celta de Vigo en la pretemporada 2019-20, marcando incluso un tanto ante el conjunto alemán F. C. Union Berlin. Debido a la lesión de su compañero de equipo Santi Mina fue convocado con el primer equipo para la jornada 1 de La Liga ante el Real Madrid, en el cual marcó un tanto y se convirtió en el primer jugador del Celta nacido en el siglo XXI en marcar un gol.
En julio de 2023 fichó por el Racing Club de Ferrol. Con este conjunto disputó 42 partidos en la Segunda División, en los que marcó nueve goles y dio siete asistencias.
El 6 de julio de 2024 fue traspasado al Real Betis Balompié y firmó por cinco temporadas. Sin embargo, el siguiente mes de enero regresó, como cedido, al R. C. Celta de Vigo un año y medio después de su marcha.

## Estadísticas

### Clubes
Actualizado al último partido disputado el 3 de noviembre de 2024.
| Club                                 | Div.          | Temporada     | Liga  | Liga  | Liga   | Copas nacionales | Copas nacionales | Copas nacionales | Copas internacionales | Copas internacionales | Copas internacionales | Total | Total | Total  |
| Club                                 | Div.          | Temporada     | Part. | Goles | Asist. | Part.            | Goles            | Asist.           | Part.                 | Goles                 | Asist.                | Part. | Goles | Asist. |
| ------------------------------------ | ------------- | ------------- | ----- | ----- | ------ | ---------------- | ---------------- | ---------------- | --------------------- | --------------------- | --------------------- | ----- | ----- | ------ |
| R. C. Celta de Vigo Fortuna · España | 2.ª B         | 2018-19       | 4     | 0     | 0      | ―                | ―                | ―                | ―                     | ―                     | ―                     | 4     | 0     | 0      |
| R. C. Celta de Vigo · España         | 1.ª           | 2019-20       | 2     | 1     | 0      | 2                | 0                | 0                | ―                     | ―                     | ―                     | 4     | 1     | 0      |
| R. C. Celta de Vigo · España         | Total club    | Total club    | 2     | 1     | 0      | 2                | 0                | 0                | 0                     | 0                     | 0                     | 4     | 1     | 0      |
| R. C. Celta de Vigo Fortuna · España | 2.ª B         | 2019-20       | 15    | 1     | 2      | ―                | ―                | ―                | ―                     | ―                     | ―                     | 15    | 1     | 2      |
| R. C. Celta de Vigo Fortuna · España | 2.ª B         | 2020-21       | 25    | 3     | 0      | ―                | ―                | ―                | ―                     | ―                     | ―                     | 25    | 3     | 0      |
| R. C. Celta de Vigo Fortuna · España | 1.ª F         | 2021-22       | 26    | 3     | 1      | ―                | ―                | ―                | ―                     | ―                     | ―                     | 26    | 3     | 1      |
| R. C. Celta de Vigo Fortuna · España | 1.ª F         | 2022-23       | 35    | 9     | 8      | ―                | ―                | ―                | ―                     | ―                     | ―                     | 35    | 9     | 8      |
| R. C. Celta de Vigo Fortuna · España | Total club    | Total club    | 105   | 16    | 11     | 0                | 0                | 0                | 0                     | 0                     | 0                     | 105   | 16    | 11     |
| Racing Club de Ferrol · España       | 2.ª           | 2023-24       | 42    | 9     | 7      | 3                | 0                | 0                | ―                     | ―                     | ―                     | 45    | 9     | 7      |
| Racing Club de Ferrol · España       | Total club    | Total club    | 42    | 9     | 7      | 3                | 0                | 0                | 0                     | 0                     | 0                     | 45    | 9     | 7      |
| Real Betis Balompié · España         | 1.ª           | 2024-25       | 7     | 0     | 0      | 1                | 0                | 1                | 2                     | 0                     | 0                     | 10    | 0     | 1      |
| Real Betis Balompié · España         | Total club    | Total club    | 7     | 0     | 0      | 1                | 0                | 1                | 2                     | 0                     | 0                     | 10    | 0     | 1      |
| Total carrera                        | Total carrera | Total carrera | 156   | 26    | 18     | 6                | 0                | 1                | 2                     | 0                     | 0                     | 164   | 26    | 19     |